# Батовице (Малопольское воеводство)
Батови́це (пол. Batowice) — село в Польше в сельской гмине Зелёнки Краковского повета Малопольского воеводства.
Село располагается в 8 км от административного центра воеводства города Краков.

## История
Первые сведения о селе относятся к 1344 году. До конца XVIII века село было собственностью краковских епископов. В XV веке в селе была построена усадьба, мельница и корчма. В 1676 году польский король Ян III Собеский учредил в селе таможенный пост. C XIX века село принадлежало канонику М. Дубницкому и после него — семье Беньковских. Во время строительства Краковской крепости в конце XIX века в селе был построен артиллерийский форт 48 «Батовице». В период между двумя мировыми войнами через село в 1934 году была проложена железнодорожная линия Краков-Тунель.
В 1973 году южная часть села вошла в состав Кракова и стала часть краковского района Нова-Гута (в настоящее время — часть района Мистшеёвице). В 1975—1998 годах село входило в состав Краковского воеводства.
От Батовице получило своё наименование Батовицкое кладбище, которое сегодня находится на территории краковского района Прондник-Червоны.

## Население
По состоянию на 2013 год в селе проживало 488 человек.
| 2010 | 2013 |
| ---- | ---- |
| 487  | 488  |

Данные переписи 2013 года:
| Перепись  | Всего   | Всего | Женщины | Женщины | Мужчины | Мужчины |
| --------- | ------- | ----- | ------- | ------- | ------- | ------- |
| Единицы   | человек | %     | человек | %       | человек | %       |
| Население | 488     | 100   | 261     |         | 227     |         |

## Достопримечательности
- Часовня, построенная в первой половине XVII века.
- Усадьба. До Второй мировой войны в усадьбе находилась неврологическая больница. Во время Второй мировой войны в усадьбе находилась школа для девочек. В настоящее время в усадьбе находится Дом престарелых.